# Benedetto Fellin
Benedetto Fellin (* 1956 in Meran, Südtirol) ist ein österreichischer/Südtiroler Maler.

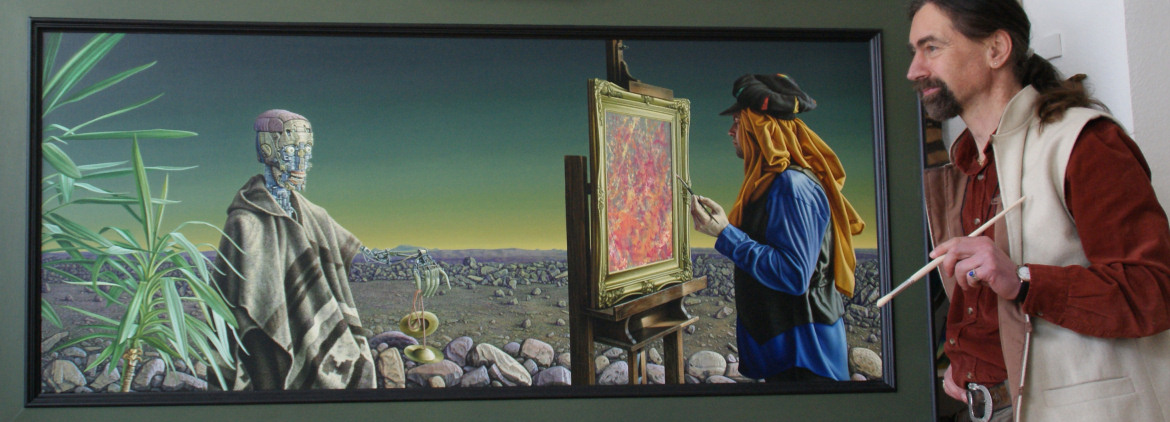
Benedetto Fellin vor seinem Gemälde „Dialog in der Wüste“. Foto: Sigrid Nepelius

## Leben
Benedetto Fellin kam 1956 in Meran als Sohn des Malers Peter Fellin und der Grafikerin Herta Huber zur Welt. Nach der Trennung der Eltern wuchs er ab 1962 zunächst in Graz auf, wo er Volksschule, Gymnasium und Kunstgewerbeschule absolvierte.
1972 übersiedelte die Familie nach Wien, wo Benedetto Fellin nach einem ersten Ausbildungsjahr an der Kunstschule bei Gerda Matejka und Fritz Martinz 1973 an der Akademie der bildenden Künste aufgenommen wurde, wo er zunächst bei Anton Lehmden, ab 1975 bei Rudolf Hausner studierte. Noch während seiner Studienjahre kam er in Kontakt mit weiteren Protagonisten der Wiener Schule des Phantastischen Realismus, nämlich Arik Brauer und Ernst Fuchs. Eine zusätzliche Begünstigung seiner künstlerischen Entwicklung erfuhr Fellin durch die freundschaftliche Förderung seitens der Kunstsammler Margarethe und Peter Infeld.
Fellin unternahm ausgedehnte Studienreisen (unter anderem nach Nepal, Indien, Afghanistan, Ostafrika, Mexiko, Burma, Kambodscha, Laos) und schöpft sowohl aus den – zumeist gebirgigen – Landschaften, als auch aus Philosophie und Spiritualität der ansässigen Kulturen Inspiration für sein Schaffen.
Er lebt und arbeitet in Ungarn (nahe der Burgenländischen Grenze) und Wien.

## Stil
Beeindruckt von der handwerklichen Meisterschaft der „Alten Meister“ der Renaissance, fasziniert vom Surrealismus und dem Einfluss der Wiener Schule des Phantastischen Realismus ausgesetzt, hat Fellin zu einer Malerei gefunden, die gewissermaßen über die Abbildungspräzision der Fotografie hinaus geht.
In seinen Bildern fusioniert Fellin „Realistisches mit Imaginiertem, Surreales mit Mystischem, Geträumtes mit Spirituellem. Er versetzt Traum- und Fabelwesen in real anmutende, in Wahrheit oft erdachte Landschaften.“ Ein immer wiederkehrendes Motiv sind Draperien, textile Arrangements aus Tüchern und Teppichen, manchmal eine Gestalt verhüllend oder kleidend, manchmal als eigenständiges Bildelement fungierend.

## Ausstellungen (Auswahl)

### Einzelausstellungen
- 1983/85 Galerie Infeld, Wien
- 1987 Visual Dhamma Gallery, Bangkok
- 1988 Alte Pfarre, Wolfegg, Allgäu
- 1995 Galerie Pannonia, Sopron
- 1998 Museum für Völkerkunde, Hofburg Wien
- 1998 Volksbank Galerie Meran, Südtirol
- 2001 Freilichtmuseum Gerersdorf, Burgenland
- 2003 Haus der Kultur, Halbturn, Burgenland
- 2005 Pannonia Galerie, Sopron
- 2006 Retrospektive Benedetto Fellin in den Festräumen des Bezirkes Margarethen, Wien[1]

### Gruppenausstellungen (Auswahl)
- 1981 Meisterschüler Prof. Hausner, Tungsram, Wien
- 1981 Familie Fellin, Kunstpavillon Innsbruck
- 1982 Rudolf Hausner und Meisterschüler, Kiel
- 1983 Kinokuniya Gallery, Tokio
- 1983 Meisterschule Rudolf Hausner, Kirche St. Peter a. d. Sperr, Wiener Neustadt
- 1987 Benedetto und Markus Fellin, Pavillon de Fleur, Meran
- 1992 Salon für internationalen Realismus, Fürth
- 1994 Realismus heute, Stadtmuseum Erlangen
- 1996 10 Jahre ART Meran, Südtirol
- 1996 Landschaft heute – Arik Brauer und Schüler, Wiener Wasserwerke
- 1997 Galerie 1990, Eisenstadt
- 1997 Österreichische Malerei nach 1945, Österreichische Galerie im Oberen Belvedere Wien
- 2000 Figurale Kunst in Österreich, Austria Center, Wien
- 2001 GEGEN STAND, Schottenstift, Wien
- 2001 Gegenständliche Malerei aus Wien, Pasinger Fabrik, München
- 2009 Die Macht der Phantasie, Schloss Riegersburg, Niederösterreich
- 2011 Messner Mountain Museum-Ripa, Schloss Bruneck, Südtirol[1]

## Auszeichnungen
- 1979 Rudolf Hausner-Förderungspreis
- 1982 Preis der Gesellschaft der Freunde der bildenden Künste („Akademiefreundepreis“)[3]
- 1984 Theodor-Körner-Preis[4]

## Werke (Auswahl)
- Verhüllte Muse 1 | 1977/78 | Öl auf Leinwand |154,5 × 118,5 cm[5]
- Mondlaterne | 1978 | Oil on wood | 98 × 40 cm | [6]
- Ufonaut | 1979 | Öl auf Holz | 60 × 80 cm[7]
- Nomadenmutter | 1980/1981 | Öl auf Leinwand | 130 × 210 cm[6]
- Navajoland | 1982 | Öl auf Holz | 70 × 51 cm[7]
- Schwebendes Totenschädelstilleben 1983 | Öl auf Leinwand | 70 × 50 cm[6]
- Invocation of the Dragon | 1983/1984 | Öl auf Leinwand | 79 × 58 cm[6]
- Lama und Shakti | 1984 | Öl auf Leinwand | 83 × 51 cm[6]
- Gaben für Brahma | 1985 | Öl auf Hartfaserplatte | 59,5 × 79,5 cm[5]
- Wolkige Begegnung | 1986 | Oil on canvas | 120 × 70 cm[6]
- Magdalena | 1987 | Öl auf Holz | 66 × 52 cm[7]
- Medusisches Stillleben | 1989 | Öl auf Leinen | 60 × 80 cm[7]
- Philosoph | 1989 | Öl auf Leinwand | 120 × 80 cm[6]
- Industrieandacht | 1989 | Öl auf Holz | 70 × 82 cm[7]
- Mount Kailas II | 1990/1991 | Öl auf Holz | 122 × 175 cm[6]
- Behirnt | 1991 | Öl auf Holz | 37 × 50 cm[7]
- Pflanzengeist | 1992 | Öl auf Leinen | 86 × 58 cm[7]
- Mexican Call / Ilamada Mexicana | 1993 | Öl auf Leinwand | 30 × 40 cm[6]
- In the fifties | 1994 | Öl auf Leinwand | 79 × 69 cm[7]
- Muse und Modell | 1995/1996 | Öl auf Holz | 100 × 66 cm[6]
- El sueno de Ankor Wat | 1997 | Öl auf Leinwand | 48,7 × 79 cm[5]
- Mount Kailash 3 | 1998 | Öl auf Leinwand | 105 × 200 cm[6]
- Künstliche Engel | 1998/2000 | Öl auf Leinen | 66 × 100 cm[7]
- Rocky Paradise | 2000 | Öl auf Holz | 30 × 40 cm[6]
- Shivalaya | 1999 – 2002  | Öl auf Leinwand | 70 × 50 cm[5]
- Verhüllte Muse 3 | 2002 | Öl auf Leinen | 56 × 33 cm[7]
- Alter Europäer | 2003 | Öl auf Leinen | 92 × 105 cm[7]
- Rumi in Mexico | 2004 | Öl auf Leinwand |69 × 47 cm[5]
- Das Wissen | 2005 | Öl auf Leinen | 50 × 44 cm[7]
- Good Connection | 2006 | Öl auf Leinen | 115 × 72 cm[7]
- Dialog in der Wüste | 2006 | Öl auf Leinen | 88 × 158 cm[7]
- The long way | 2007 | Öl auf Holz | 41 × 32 cm[7]
- Affentanz | 2008 | Öl auf Leinwand | 30 × 22 cm[6]
- Miss Debris | 2009 | Öl auf Holz | 42 × 33 cm[7]
- Begegnung auf der Seidenstraße | 2009 | Öl auf Leinwand | 84 × 93 cm[6]
- La Sabia | 2010 | Öl auf Leinwand | 98 × 98 cm[5]
- Pfad zur Mitte | 2010 | Öl auf Leinen | 100 × 200 cm[7]
- Maisengel | 2011 | Öl auf Leinen | 84 × 93 cm[7]
- Wüstenmuse oder himmlische Oase | 2011 | Öl auf Leinen | 58 × 36 cm[7]
- La mirada gótica | 2012 | Öl auf Leinwand | 105 × 65 cm[6]
- La Paloma | 2012 | Öl auf Leinwand | 64 × 53 cm[6]
- Lucys Töchter | 2013 | Öl auf Holz | 60 × 48 cm[6]
- Venusacker | 2013 | Öl auf Leinwand | 46 × 71 cm[6]
- Funktion-Interaktion | 2014 | Öl auf Leinwand | 40 × 40 cm[6]
- Der Betrachter | 2015 | Öl auf Leinwand | 30 × 40 cm[6]
- Wer bist Du? | 2015 | Öl auf Holz | 60 × 48 cm[6]